# Grand Prix-wegrace van de DDR 1968
De Grand Prix-wegrace van de DDR 1968 was de zesde Grand Prix van wereldkampioenschap wegrace in het seizoen 1968. De races werden verreden op 14 juli 1968 op de Sachsenring in Hohenstein-Ernstthal. Alle soloklassen met uitzondering van de 50cc-klasse kwamen aan de start. De wereldtitel in de 500cc-klasse werd hier beslist.

## Algemeen
In de DDR moesten coureurs het stellen met slechte benzine met een octaangetal van niet meer dan 94, waardoor sommigen benzine uit hun transportbusjes moesten aftappen om te kunnen rijden, tenzij ze nog wat blikken 98 octaan over hadden van de Belgische Grand Prix. Jack Findlay deed het andersom: zijn machines hadden een lagere compressieverhouding en hij tapte de benzine van zijn Matchless af en gooide die in zijn busje. Giacomo Agostini werd wereldkampioen 500 cc en de 125- en 250cc-races eindigden precies volgens het plan van Yamaha, dat besloten had dat Phil Read wereldkampioen 125 cc moest worden en Bill Ivy wereldkampioen 250 cc. Zoals in het Oostblok gebruikelijk trok de GP enorm veel toeschouwers: 300.000.

## 500cc-klasse
Giacomo Agostini won de 500cc-klasse en verzekerde zich daarmee al van de wereldtitel. Omdat slechts zes resultaten telden had hij het maximale puntenaantal van 48 bereikt. Alberto Pagani werd met de Linto tweede en Jack Findlay werd derde. Beiden hadden een ronde achterstand.

### Uitslag 500cc-klasse
| Pos | Coureur          | Merk                     | Tijd      | Punten |
| --- | ---------------- | ------------------------ | --------- | ------ |
| 1   | Giacomo Agostini | MV Agusta                | 1:00"39'4 | 8      |
| 2   | Alberto Pagani   | LinTo                    | +1 ronde  | 6      |
| 3   | Jack Findlay     | McIntyre-Matchless       | +1 ronde  | 4      |
| 4   | John Cooper      | Seeley-Matchless         | +1 ronde  | 3      |
| 5   | Billie Nelson    | Hannah-Paton             | +1 ronde  | 2      |
| 6   | Godfrey Nash     | Norton                   | +1 ronde  | 1      |
| 7   | Peter Williams   | Arter-Matchless          |           |        |
| 8   | Keith Turner     | Matchless                |           |        |
| 9   | John Hartle      | Cowles-Métisse-Matchless |           |        |
| 10  | Dan Shorey       | Norton                   |           |        |
| 11  | Gyula Marsovszky | Matchless                |           |        |
| 12  | Errol Cowan      | Matchless                |           |        |
| 13  | Pentti Lehtelä   | Matchless                |           |        |
| 14  | Bosse Granath    | Seeley                   |           |        |
| 15  | György Kurucz    | Matchless                |           |        |

### Niet gefinisht
| Coureur           | Merk             | Oorzaak |
| ----------------- | ---------------- | ------- |
| Jack Saunders     | Matchless        |         |
| John Dodds        | Norton           |         |
| Kel Carruthers    | Norton           |         |
| Oliver Howe       | Norton           |         |
| Karl Hoppe        | Matchless        |         |
| Derek Woodman     | Seeley-Matchless |         |
| John Burgess      | Norton           |         |
| Maurice Hawthorne | Norton           |         |
| Rex Butcher       | Seeley           |         |
| Rodney Gould      | Norton           |         |
| Ron Chandler      | Seeley           |         |
| Giovanni Perrone  | Matchless        |         |
| Marty Lunde       | Norton           |         |

### Niet deelgenomen
| Coureur             | Merk         | Oorzaak |
| ------------------- | ------------ | ------- |
| Bohumil Staša       | ČZ           |         |
| Barry Randle        | Petty-Norton |         |
| Bernie Lund         | Matchless    |         |
| Bill Smith          | Matchless    |         |
| Percy Tait          | Triumph      |         |
| Rob Fitton          | Norton       |         |
| Angelo Bergamonti   | Hannah-Paton |         |
| Silvano Bertarelli  | Paton        |         |
| Nikolaj Sevast'ânov | Vostok       |         |

### Top tien tussenstand 500cc-klasse
| Pos | Coureur          | Merk               | Ptn |                |
| --- | ---------------- | ------------------ | --- | -------------- |
| 1   | Giacomo Agostini | MV Agusta          | 48  | wereldkampioen |
| 2   | Jack Findlay     | McIntyre-Matchless | 22  |                |
| 3   | John Cooper      | Seeley-Matchless   | 8   |                |
| 4   | Peter Williams   | Arter-Matchless    | 7   |                |
| 5   | Dan Shorey       | Norton             | 6   |                |
| 5   | Brian Ball       | Seeley             | 6   |                |
| 5   | Alberto Pagani   | Linto              | 6   |                |
| 8   | Gyula Marsovszky | Matchless          | 5   |                |
| 8   | Kel Carruthers   | Norton             | 5   |                |
| 10  | John Dodds       | Norton             | 4   |                |
| 10  | Barry Randle     | Petty-Norton       | 4   |                |
| 10  | Derek Woodman    | Seeley-Matchless   | 4   |                |

## 350cc-klasse
Eigenlijk haalde Giacomo Agostini met zijn overwinning in de 350cc-race op de Sachsenring ook de 350cc-titel binnen, maar op dat moment dacht men nog dat er in oktober een Japanse Grand Prix zou volgen. Dan waren er nog vier wedstrijden te gaan geweest en was de titel nog niet zeker. In de DDR werd Heinz Rosner tweede en Kel Carruthers derde.
| Pos | Coureur          | Merk              | Tijd     | Punten |
| --- | ---------------- | ----------------- | -------- | ------ |
| 1   | Giacomo Agostini | MV Agusta         | 56"07'9  | 8      |
| 2   | Heinz Rosner     | MZ                | +3"47'5  | 6      |
| 3   | Kel Carruthers   | Métisse-Aermacchi | +1 ronde | 4      |
| 4   | Ginger Molloy    | Bultaco           | +1 ronde | 3      |
| 5   | Derek Woodman    | Métisse-Aermacchi | +1 ronde | 2      |
| 6   | Billie Nelson    | Norton            | +1 ronde | 1      |

| Coureur           | Merk            |
| ----------------- | --------------- |
| Jack Findlay      | Aermacchi       |
| Bohumil Staša     | ČZ              |
| František Šťastný | Jawa            |
| Karl Hoppe        | Aermacchi / AJS |
| Bill Smith        | Honda           |
| Brian Steenson    | Aermacchi       |
| Dan Shorey        | Norton          |
| Dave Simmonds     | Kawasaki        |
| John Cooper       | Seeley          |
| Bruno Spaggiari   | Ducati          |
| Gilberto Milani   | Aermacchi       |
| Renzo Pasolini    | Benelli         |
| Silvio Grassetti  | Benelli         |

### Top tien tussenstand 350cc-klasse
| Pos | Coureur          | Merk                                  | Ptn |
| --- | ---------------- | ------------------------------------- | --- |
| 1   | Giacomo Agostini | MV Agusta                             | 32  |
| 2   | Renzo Pasolini   | Benelli                               | 12  |
| 2   | Ginger Molloy    | Bultaco                               | 12  |
| 4   | Kel Carruthers   | Drixton-Aermacchi / Métisse-Aermacchi | 8   |
| 5   | Derek Woodman    | Métisse-Aermacchi                     | 7   |
| 6   | Heinz Rosner     | MZ                                    | 6   |
| 7   | Bill Smith       | Honda                                 | 4   |
| 7   | Bohumil Staša    | ČZ                                    | 4   |
| 7   | Gilberto Milani  | Aermacchi                             | 4   |
| 10  | John Cooper      | Seeley                                | 2   |
| 10  | Dan Shorey       | Norton                                | 2   |

## 250cc-klasse
Bill Ivy won de 250cc-race in de DDR, met Phil Read op de tweede plaats. Heinz Rosner kwam in zijn thuisrace niet verder dan de derde plaats. Dat Read tweede werd paste in de Yamaha-stalorders, maar met slechts 0,1 seconde verschil is het maar de vraag of Read zich werkelijk aan zijn opdracht wilde houden.
| Pos | Coureur       | Merk           | Tijd     | Punten |
| --- | ------------- | -------------- | -------- | ------ |
| 1   | Bill Ivy      | Yamaha         | 46"44'0  | 8      |
| 2   | Phil Read     | Yamaha         | +0'1     | 6      |
| 3   | Heinz Rosner  | MZ             | +2"09'0  | 4      |
| 4   | Rodney Gould  | Bultaco-Yamaha | +3"02'2  | 3      |
| 5   | Ginger Molloy | Bultaco        | +1 ronde | 2      |
| 6   | Jack Findlay  | Aermacchi      | +1 ronde | 1      |

| Coureur          | Merk      |
| ---------------- | --------- |
| Kel Carruthers   | Aermacchi |
| Frank Perris     | Suzuki    |
| Gyula Marsovszky | Bultaco   |
| Paul Eickelberg  | Aermacchi |
| Carlos Giró      | Ossa      |
| Carlos Rocamora  | Bultaco   |
| Santiago Herrero | Ossa      |
| Bill Smith       | Yamaha    |
| Brian Steenson   | Aermacchi |
| Malcolm Uphill   | Suzuki    |
| Rex Butcher      | Suzuki    |
| László Szabó     | MZ        |
| Gilberto Milani  | Aermacchi |
| Renzo Pasolini   | Benelli   |
| Gordon Keith     | Yamaha    |
| Kent Andersson   | Yamaha    |

### Top tien tussenstand 250cc-klasse
| Pos | Coureur          | Merk           | Ptn |
| --- | ---------------- | -------------- | --- |
| 1   | Bill Ivy         | Yamaha         | 32  |
| 2   | Phil Read        | Yamaha         | 28  |
| 3   | Heinz Rosner     | MZ             | 23  |
| 4   | Rodney Gould     | Bultaco-Yamaha | 14  |
| 5   | Ginger Molloy    | Bultaco        | 12  |
| 6   | Renzo Pasolini   | Benelli        | 10  |
| 7   | Kent Andersson   | Yamaha         | 5   |
| 8   | Santiago Herrero | Ossa           | 4   |
| 9   | Carlos Giró      | Ossa           | 3   |
| 9   | Malcolm Uphill   | Suzuki         | 3   |
| 9   | László Szabó     | MZ             | 3   |
| 9   | Jack Findlay     | Aermacchi      | 3   |

## 125cc-klasse
| Pos | Coureur          | Merk   | Tijd    | Punten |
| --- | ---------------- | ------ | ------- | ------ |
| 1   | Phil Read        | Yamaha | 39"35'6 | 8      |
| 2   | Bill Ivy         | Yamaha |         | 6      |
| 3   | Günter Bartusch  | MZ     |         | 4      |
| 4   | László Szabó     | MZ     |         | 3      |
| 5   | Hartmut Bischoff | MZ     |         | 2      |
| 6   | Thomas Heuschkel | MZ     |         | 1      |

| Coureur              | Merk          |
| -------------------- | ------------- |
| Kel Carruthers       | Honda         |
| Friedhelm Kohlar     | MZ            |
| Heinz Rosner         | MZ            |
| Jürgen Lenk          | MZ            |
| Dieter Braun         | Neckermann-MZ |
| Hans Georg Anscheidt | Suzuki        |
| Lothar John          | Neckermann-MZ |
| Siegfried Möhringer  | Neckermann-MZ |
| Walter Scheimann     | Honda         |
| Pedro Álvarez        | Bultaco       |
| Salvador Cañellas    | Bultaco       |
| Dave Simmonds        | Kawasaki      |
| Steve Murray         | Honda         |
| Tommy Robb           | Bultaco       |
| János Reisz          | MZ            |
| Giuseppe Visenzi     | Montesa       |
| Jan Huberts          | MZ            |
| Ginger Molloy        | Bultaco       |
| Gordon Keith         | Montesa       |
| Kent Andersson       | MZ            |

### Top tien tussenstand 125cc-klasse
| Pos | Coureur              | Merk          | Ptn |
| --- | -------------------- | ------------- | --- |
| 1   | Phil Read            | Yamaha        | 32  |
| 2   | Ginger Molloy        | Bultaco       | 12  |
| 3   | Bill Ivy             | Yamaha        | 12  |
| 4   | Salvador Cañellas    | Bultaco       | 11  |
| 5   | Hans Georg Anscheidt | Suzuki        | 6   |
| 6   | Kel Carruthers       | Honda         | 5   |
| 6   | Dieter Braun         | Neckermann-MZ | 5   |
| 8   | Siegfried Möhringer  | Neckermann-MZ | 4   |
| 8   | Heinz Rosner         | MZ            | 4   |
| 8   | Jan Huberts          | MZ            | 4   |
| 8   | Günter Bartusch      | MZ            | 4   |

1958 · 1959 · 1960 · 1961 · 1962 · 1963 · 1964 · 1965 · 1966 · 1967 · 1968 · 1969 · 1970 · 1971 · 1972 · 1973 · 1974 · 1975 · 1976 · 1977 · 1978 · 1979 · 1980 · 1981 · 1982 · 1983 · 1984 · 1985 · 1986 · 1987 · 1988 · 1989